# Angela Alupei
Angela Alupei, nata Tamaş (Bacău, 1º maggio 1972), è un'ex canottiera rumena.
Ha partecipato a tre edizioni dei giochi olimpici (1996, 2000 e 2004) conquistando complessivamente due medaglie.

## Palmarès
Olimpiadi
- 2 medaglie:
  - 2 ori (due di coppia pesi leggeri a Sydney 2000, due di coppia pesi leggeri a Atene 2004).